# Kruhiv, Zolociv
Kruhiv (în ucraineană Кругів) este un sat în comuna Koltiv din raionul Zolociv, regiunea Liov, Ucraina.

## Demografie
Componența lingvistică a localității Kruhiv
     Ucraineană (100%)
Conform recensământului din 2001, toată populația localității Kruhiv era vorbitoare de ucraineană (100%).